# Caso Emarsa
El caso Emarsa es un caso de corrupción ocurrido en la Comunidad Valenciana, España en el que se han visto implicados dirigentes y militantes del Partido Popular y que salió a la luz pública a finales de 2011 cuando fueron imputados los directivos de la empresa Emarsa (Entidad Metropolitana de Aguas Residuales Sociedad Anónima) creada por el Ayuntamiento de Valencia y otros 17 municipios cercanos, que se dedicaba a depurar las aguas residuales del área metropolitana de Valencia antes de librarlas al mar, o destinarlas al riego o a alimentar el parque natural de La Albufera. Su principal misión era la gestión de la planta depuradora de Pinedo, situada entre Valencia y el mar, que era la mayor de la Comunidad Valenciana y una de las más grandes de España. Los dos principales imputados son el expresidente de la empresa, el popular Enrique Crespo, que en febrero de 2012 se vio obligado a dimitir de sus cargos de alcalde de Manises y de vicepresidente de la Diputación Provincial de Valencia, y Esteban Cuesta, gerente de Emarsa, y exalcalde pedáneo de Benimámet nombrado por la alcaldesa de Valencia Rita Barberá.

## Historia
En julio de 2010, el Partit Popular de la Comunitat Valenciana, que controlaba la empresa desde 1995, decidió liquidar Emarsa porque se encontraba en quiebra. Pero la disolución reveló que existía un agujero de 17 millones de euros, por lo que se abrió una investigación judicial para el periodo comprendido entre 2004 y 2010 descubriéndose numerosas irregularidades que llevaron al juez instructor a imputar inicialmente a 16 personas, entre ellas el presidente de la empresa durante ese tiempo, Enrique Crespo -alcalde de Manises y vicepresidente de la Diputación Provincial por el Partido Popular-, por malversación, estafa continuada y delitos societarios. La investigación judicial destapó que los gestores de Emarsa pagaron presuntamente cantidades millonarias por servicios y suministros inexistentes -unos 40 millones de euros pagados a unas 35 empresas, algunas de ellas vinculadas a directivos de Emarsa- y que además cargaban a la empresa sus compras de artículos de lujo, comidas en restaurantes caros, viajes al extranjero con toda su familia alojándose en hoteles de cuatro y cinco estrellas, compras en supermercados, etc. por un total de más de un millón de euros. Se calcula que el fraude total podría superar los 30 millones de euros. Asimismo se descubrió que los directivos cobraban sueldos millonarios y que se pagaron salarios a personas que solo pasaban por la empresa a cobrar -una de ellas concejal de Urbanismo del Partido Popular (PP) de Moncada, y otra exportavoz del PP de Benetúser-. El gerente Estaban Cuesta, por su parte, ingresó en sus cuentas 250.000 euros en efectivo entre 2005 y 2009.
El 2 de febrero de 2012 Enrique Crespo anunció que dimitía de sus cargos de alcalde de Manises y de vicepresidente de la Diputación Provincial de Valencia, a causa del escándalo del caso Emarsa. Unos días antes el juez instructor había fijado una fianza "solidaria y conjunta" de 25 millones de euros para Crespo, como expresidente de Emarsa, y para el exgerente Esteban Cuesta por la presunta malversación de fondos públicos. Enrique Crespo también anunció que causaba baja "temporalmente" en el Partido Popular, aunque la dirección regional del PP ya lo había suspendido de militancia. "Dimito para que no se utilice a Manises, ni al PP, como cabeza de turco" afirmó Crespo. Preguntado sobre Jorge Ignacio Roca Samper, dueño de varias sociedades que facturaron hasta 15 millones a Emarsa en su mayor parte sin justificar y que estaba en paradero desconocido -por lo que el juez había emitido contra él una orden de captura internacional- Crespo afirmó: "No lo conozco, no lo he conocido nunca". Por su parte el portavoz del PSPV-PSOE en la Diputación de Valencia, Toni Gaspar, dijo que la dimisión de Crespo "es la primera, pero detrás deben ir todos los responsables del saqueo de Emarsa. Es necesario devolver la dignidad a la política".
El 11 de abril de 2012 el juez imputó a Ignacio Bernácer, jefe de explotación de la empresa pública de la generalidad responsable de financiar y supervisar a las depuradoras valencianas -al día siguiente fue destituido de su puesto por el presidente de la Generalidad Valenciana Alberto Fabra-. El juez también imputó a José Juan Morenilla quien hasta el verano de 2011 había sido gerente de Epsar. La acusación contra los directivos de Epsar se basó en la declaración de dos de los principales implicados que afirmaron que Bernácer y Morenilla integraron una trama para saquear a Emarsa fijando un precio desorbitado por el tratamiento de los lodos de la depuradora de Pinedo y el sobrecoste luego se lo respartían con Enrique Crespo y Esteban Cuesta.
El 4 de julio de 2014 la Fiscalía presentó su escrito de acusación en el que solicitó 14 años de cárcel para Enrique Crespo, José Juan Morenilla e Ignacio Bernácer, y 12 años para Esteban Cuesta.
El 11 de junio de 2015 fue detenido en Moldavia Jorge Ignacio Roca Samper, uno de los principales "cerebros" de la trama, que estaba huido.

### Condena
El viernes 22 de junio de 2018 la Audiencia Provincial de Valencia hizo pública la sentencia por la que condenaba a los acusados a más de 90 años de cárcel en total. Las penas más altas fueron para Esteban Cuesta, condenado a 12 años de prisión, y para el exalcande de Manises Enrique Crespo, condenado a 10 años. Al empresario Jorge Ignacio Roca Samper, único que estaba en ese momento en prisión por ese procedimiento, se le fijaron 6 años y un día como cooperador necesario de un delito de malversación de caudales públicos y como autor de otro de falsedad documental.
El 11 de enero de 2019 el Tribunal de Cuentas condenó a los acusados a pagar 20,5 millones de euros y constató la existencia de dolo en su actuación «ya que ha quedado acreditado que actuaron con plena conciencia y voluntad de causar daño a los fondos públicos pues dieron lugar a la realización de pagos que sabían que no respondían a bienes o servicios entregados o prestados a la empresa pública, o que suponían un fuerte sobrecoste injustificado, habiendo provocado ellos mismos esos pagos con el fin de desviar fondos públicos de los que posteriormente ellos mismos, junto con otros, se apropiaban».